# Crowley County
Crowley County is een county in de Amerikaanse staat Colorado.
De county heeft een landoppervlakte van 2.043 km² en telt 5.518 inwoners (volkstelling 2000). De hoofdplaats is Ordway.